# Marada-Brigade

Logo der heutigen Marada-Bewegung

Die Marada-Brigade (französisch Brigades Marada) war eine maronitische Miliz während des libanesischen Bürgerkrieges und ist heute eine politische Partei unter dem Namen Marada-Bewegung (französisch Mouvement Marada). Sie ist nach den legendären Marada-Kriegern des frühen Mittelalters benannt. Während ihrer Blütezeit zählte die Gruppierung ungefähr 5.000 Mitglieder. Sie war die persönliche Miliz von Suleiman Frangieh, der bei Kriegsausbruch Staatspräsident des Libanon war. Man nannte sie auch die „Zgharta-Befreiungsarmee“, nach Frangiehs Heimatstadt Zgharta im Nordlibanon. Dort hatte die Miliz auch ihr Hauptquartier.

## Geschichte
Die Marada-Brigade war anfänglich mit der Kata’ib-Partei verbündet. Nachdem jedoch 1978 Suleiman Frangiehs Sohn Tony Frangieh getötet worden war, wurde Frangieh pro-syrisch und hörte auf, an Treffen der Libanesischen Front teilzunehmen. Die Phalange hatte einen Angriff auf Tonys Sommerlandsitz gestartet und versucht Ehden einzunehmen. 35 Männer, Frauen und Kinder, die zufällig auf der Straße waren, wurden getötet, genauso wie zehn der Angreifer und Tony Frangieh, seine Frau und die kleine Tochter. Samir Geagea war bei dem Angriff ernsthaft verletzt worden. Die Mitglieder der Kata’ib-Partei Elie Hobeika und Samir Geagea bestritten, an den Tötungen teilgenommen zu haben. Man nahm an, dass Baschir Gemayel den Befehl für den Angriff gegeben hatte. Aber auch er bestritt, für die Tötungen verantwortlich zu sein.
Mit dem Angriff auf Ehden begann das Auseinanderbrechen der vereinigten maronitischen Milizen. Suleiman Frangieh schwor Rache für den Tod seines Sohnes und dessen Familie. 1979 wurden Baschir Gemayels Tochter und die Leibwächter durch eine Autobombe getötet, im September 1982 kam Baschir selbst durch eine große Explosion ums Leben. Es ist unklar, ob die Marada-Brigade darin verwickelt war.

## Heutige Lage
Nach der Ermordung Tony Frangiehs schlug der Versuch der Absorbierung der Marada-Brigade durch die Forces Libanaises fehl. Obwohl die Brigade formell keine Miliz mehr ist, besteht sie noch heute als persönliche Schutztruppe von Tony Frangiehs Sohn Suleiman Frangieh II., der ein enger politischer Freund des syrischen Präsidenten Baschar al-Assad und ein starker Vertreter Syriens ist. Er war Innenminister des Libanon, als Rafiq al-Hariri am 14. Februar 2005 in Westbeirut einem Attentat auf seinen Fahrzeugkonvoi zum Opfer fiel. In der seit dem 21. Januar 2020 amtierenden Regierung Diab ist die Marada-Bewegung mit der Arbeitsministerin Lamia Yammine vertreten.